# Red belega orla
Red belega orla  (srbsko Орден белог орла, latinizirano: Orden belog orla) je državno odlikovanje, ki se je podeljevalo v Kraljevini Srbiji (1883–1918) in Kraljevini Jugoslaviji (1918–1945) in se od leta 2009 podeljuje v Republiki Srbiji.
Red je imel pet stopenj, podeljevali pa so ga srbskim in jugoslovanskim državljanom za zasluge v miru ali vojni ali za posebne zasluge za krono, državo in narod. V obdobju od 1883 do 1898 je bil Red belega orla najvišji red Kraljevine Srbije. Leta 1898 je po rangu višji od njega postal Red Miloša Velikega, leta 1904 pa je privilegiran položaj prevzel Red Karadžordževe zvezde. Red belega orla je po mnenju mnogih heraldikov eno najlepših srbskih in jugoslovanskih odlikovanj. 
Republika Srbija je leta 2009 sprejela zakon o odlikovanjih, v katerem se Red belega orla z meči podeljuje v treh stopnjah za posebne zasluge pri izgradnji obrambnega sistema ali posebne zasluge pri poveljevanju in vodenju vojaških enot. Red se torej lahko podeli tudi vojaški ustanovi za njeno usposabljanje za obrambo Republike Srbije. 

## Zgodovina
Kneževina Srbija je bila 22. februarja/5. marca 1882 razglašena za kraljevino. 23. januarja 1883 je kralj Milan Obrenović podpisal Odlok o sprejetju zakona o odlikovanjih, s katerim sta bili ustanovljeni dve srbski odlikovanji: Red belega orla in Red svetega Save. Za državni grb Kraljevine Srbije je bil sprejet dvoglavi beli orel z razprostrtimi krili, ki izvira iz Bizantinskega cesarstva in je univerzalni simbol krščanstva. Ta simbol so uporabljali v vladarskih hišah srednjeveške Srbije, cesarji Svetega rimskega cesarstva, carji Rusije in cesarji Avstrije. Glavna razlika med njimi je bila barva ali kovina, iz katere je bil izdelan. Bizantinski orel je bil zlat, srbski srebrn, v drugih cesarstvih pa črn. V času dinastije Obrenović so bile na hrbtni strani reda začetnice kralja Milana. Po majski vstaji (1903) je Srbija postala parlamentarna kraljevina na čelu z dinastijo Karadžordževič. Kralj Peter I. je nadaljeval podeljevati red na podlagi odloka in v skladu s svojimi pristojnostmi. Začetnice ustanovitelja na hrbtni strani reda so odstranili  in jih nadomestili z letnico razglasitve kraljevine 1882. Datum razglasitve kraljevine na hrbtni strani modrih trakov, ki se spuščajo s krone, so odstranili, ker ni bil več potreben. 
Odlikovanja reda so do prve balkanske vojne izdelovale priznane delavnice na Dunaju, med njimi Rothe & Sohn, Vincenz Mayer & Söhne, Karl Fismeister in Wilhelm Kunz. Od leta 1912 do 1945 sta odlikovanja izdelovali znameniti delavnici Arthus Bertrand v Parizu in bratje Huguenin iz Le Locle-ja v Švici.

## Stopnje odlikovanja
Red belega orla je imel po prvotni zakonodaji pet stopenj. Prvo stopnjo, veliki križ, je po zakonu lahko prejelo samo pet zaslužnih oseb. Drugo stopnjo, veliki častniški križ, je po zakonu lahko prejelo dvajset oseb. Tretjo stopnjo, poveljniški križ,  je lahko prejelo štirideset oseb, četrto stopnjo, častniški križ, sto petdeset oseb in peto stopnjo, viteški križ, tristo oseb.
- 1. stopnja – Veliki krst (veliki križ)
- 2. stopnja – Veliki oficir (veliki častnik) veliki častniški križ
- 3. stopnja – Komandir (poveljnik) poveljniški križ
- 4. stopnja – Oficir (častnik) častniški križ
- 5. stopnja – Kavalir (vitez) viteški križ

### Stopnje odlikovanja z meči
Med prvo svetovno vojno je kralj Peter I. leta 1915 dopolnil Red belega orla z odlikovanji za vojne zasluge z meči: 
- 1. stopnja – veliki križ z meči
- 2. stopnja – veliki častniški križ z meči
- 3. stopnja – poveljniški križ z meči
- 4. stopnja – častniški križ z meči
- 5. stopnja – viteški križ z meči

Lenta  reda se je nosila z levega ramena na desni bok.